# Мулай Хассан
Мулай аль Хассан (араб. صاحب السمو الملكي الامير مولاي الحسن, нар 8 травня 2003, Рабат, Марокко) — син короля Марокко Мохаммеда VI і принцеси Лалли Сальми. Згідно з марокканським законодавством, є спадкоємцем престолу.

## Біографія
Народився 8 травня 2003 року в Рабаті.. Старший син марокканського короля Мохаммеда VI і принцеси Лалли Сальми. У нього є молодша сестра, Принцеса Лалла Хадіджа (нар 2007).
Мулай Хассан навчається в Королівському коледжі Рабату, а релігійну освіту здобуває у школі дервіш у Королівському палаці.
Паралельно з навчанням, Мулай Хассан супроводжує свого батька під час офіційних заходів, щоб поступово вивчити основи влади, які дозволять йому взяти на себе майбутні королівські обов'язки.
У липні 2020 року Мулай Хассан із відзнакою склав іспити на ступінь бакалавра та здобув ступінь міжнародного бакалавра з економіки та соціальних наук. Кронпринц вільно володіє арабською, французькою, англійською та іспанською мовами.

## Титул
- Його Королівська Вельможність Принц Мулай Хассан.

## Нагороди
- Кавалер Великої стрічки ордена Республіки (Туніс, 31.05.2014)[6].